# Masevaux
Masevaux là một xã ở tỉnh Haut-Rhin trong vùng Grand Est ở đông bắc Pháp. Xã này có diện tích 23,21 km², dân số năm 1999 là 3279 người. Khu vực này có độ cao 405 mét trên mực nước biển.